# Jasenná (district de Zlín)
Pour les articles homonymes, voir Jasenná.
Jasenná (en allemand : Jassena, de 1939 à 1945 : Jassen) est une commune du district et de la région de Zlín, en République tchèque. Sa population s'élevait à 967 habitants en 2020.

## Géographie
Jasenná se trouve à 18 km à l'est-nord-est de Zlín, à 94 km à l'est de Brno et à 266 km au sud-est de Prague.
La commune est limitée par Liptál au nord, par Seninka et Prlov à l'est, par Pozděchov, Ublo et Lutonina au sud, par Dešná à l'ouest et Všemina au nord-ouest.

## Histoire
La première mention écrite du village date de 1468.

## Transports
Par la route, Jasenná se trouve à 13 km de Vsetín, à 19 km de Zlín, à 115 km de Brno et à 321 km de Prague.